# Vrbanja (parroquia)
La parroquia de Vrbanja fue una unidad administrativa medieval en Donji Kraji, dentro del Reino de Bosnia. Abarcaba la cuenca del río Vrbanja hasta los picos sureste de la montaña Vlašić. Su centro estaba en la ciudad-fortaleza de Kotor, y probablemente también incluía la fortaleza de Zmajevac, cerca de Čelinac. Según las mismas fuentes, la nobleza de ambas parroquias era desleal al ban bosnio y apoyaba al "señor croata Bapišić", es decir, a Mladen II Šubić y al ban Babonić.
Dado que los Babonić gobernaban la župa de Zemljanik desde 1287 y también poseían las parroquias de Modran y Ukrina (en Usora), se presume que también controlaban la parroquia de Vrbanja, que se encontraba entre sus dominios. Las fronteras noreste de la parroquia de Vrbanja llegaban hasta el río Vrbas en Zvečaj y se extendían a lo largo de las montañas Osmača, Tisovac y Čemernica. Según las mismas fuentes, al sur limitaba con la parroquia de Mel, en el curso medio del río Ugar.
Sin embargo, en el mapa reconstruido por Marko Vego, la parroquia de Mel se encontraba en la zona del curso superior del río Vrbas.
Kotor se menciona en un documento del 2 de abril de 1412, en el que Hrvoje Vukčić Hrvatinić lo transfirió a su esposa Jelena como garantía por un préstamo anterior. Como testigo de este acto se menciona al duque Pripko «de Vrbanja».
Kotor era la residencia favorita del duque Hrvoje y allí falleció. Los restos de la torre y la prisión de Kotor, ubicados sobre el asentamiento de Kotor (en la actual Kotor-Varoš), se encuentran en un estado relativamente bueno.